# Alurnus salvini
Alurnus salvini es un coleóptero de la familia Chrysomelidae. Fue descrita en 1885 por Baly.
Se alimenta de  Chamaedorea sp. (Staines 2011); Bactris gasaeipes H.B.K. (Arecaceae). Se encuentra en Colombia, Costa Rica, Panamá y Venezuela.